# Bellator 135
Bellator 135: Warren vs. Galvão 2 foi um evento de artes marciais mistas promovido pelo Bellator MMA, que ocorreu em 27 de março de 2015 no WinStar World Casino em Thackerville, Oklahoma. O evento foi transmitido ao vivo na Spike TV nos Estados Unidos.

## Background
Esse evento teve como luta principal a luta pelo Cinturão Peso Galo do Bellator entre o campeão Joe Warren e o desafiante Marcos Galvão, lutando em uma revanche do Bellator 41, onde Warren venceu por decisão.
Mike Richman era esperado para enfrentar Eduardo Dantas, porém uma lesão o tirou da luta, colocando a luta entre L.C. Davis e Hideo Tokoro como co-evento principal.

## Card Oficial
Nota 1 Pelo Cinturão Peso Galo do Bellator. 

## Ligações Externas
1. ↑  Nota 1